# Jörgen Smit
Jörgen Smit, född 21 juli 1916 i Bergen; död 10 maj 1991 i Arlesheim, Schweiz var en norsk lärare, högskolelärare, föreläsare och författare, framförallt inom området waldorfpedagogik och antroposofi. Han var generalsekreterare för Antroposofiska Sällskapet i Norge och en av grundarna till Rudolf Steinerseminariet i Järna, samt styrelseledamot av Allmänna Antroposofiska Sällskapet i Goetheanum.

## Biografi
Jörgen Smit växte upp först i Bergen, senare i Oslo, som den andra av sju bröder. Han studerade klassisk filologi i Oslo och Basel och hade grekiska som sitt huvudämne. Mellan 1941 och 1965 var han lärare vid Rudolf Steinerskolan i Bergen. Utöver detta blev han redan i unga år en föredragshållare som höll föredrag inom vitt skilda områden, mest med anknytning till antroposofi och waldorfpedagogik. Mellan 1966 och 1975 arbetade han med uppbyggandet av Rudolf Steinerseminariet i Järna. Där byggde han upp ett lärarseminarium. Tillsammans med konstnären Arne Klingborg, arkitekten Erik Asmussen och entreprenören Åke Kumlander uppstod under några få år ett större antroposofiskt centrum.
1975 fick han uppdraget att sitta i styrelsen för det Allmänna Antroposofiska Sällskapet i Dornach i kantonen Solothurn i Schweiz. Där verkade han som föreläsare och ledare av ungdomssektionen och senare den pedagogiska sektionen. Under sin livstid höll han nära 5 000 föredrag, fler än hälften av dessa under sina 16 år i Dornach. Han gjorde föredragsresor till alla kontinenter, men huvudsakligen i Europa. Hans tryckta verk är framförallt bearbetade föredragsanteckningar.